# 1640
Реформація •  Епоха великих географічних відкриттів •  Ганза •  Нідерландська революція •  Річ Посполита •  Запорозька Січ

## Геополітична ситуація
Османську імперію очолює Ібрагім I (до 1648). Під владою османського султана перебувають Близький Схід та Єгипет, Середземноморське узбережжя Північної Африки, частина Закавказзя, значні території в Європі: Греція, Болгарія та Сербія. Васалами османів є Волощина та Молдова.
Священна Римська імперія — наймогутніша держава Європи. Її територія охоплює, крім німецьких земель, Угорщину з Хорватією, Богемію, Північну Італію. Її імператором є Фердинанд III з родини Габсбургів (до 1647). На території імперії триває Тридцятирічна війна.
Габсбург Філіп IV Великий є королем Іспанії (до 1665) та Португалії. Йому належать Іспанські Нідерланди, південь Італії, Нова Іспанія, Нова Гранада та Нова Кастилія в Америці, Філіппіни. Королем Португалії проголошено Жуана IV, хоча Іспанія це проголошення не визнає. Португалія має володіння в Бразилії, в Африці, в Індії, на Цейлоні, в Індійському океані й Індонезії.
Північ Нідерландів займає Республіка Об'єднаних провінцій. Король Франції — Людовик XIII Справедливий (до 1643). Королем Англії є Карл I (до 1640). Король Данії та Норвегії — Кристіан IV Данський (до 1648), королева Швеції — Христина I (до 1654). На Апеннінському півострові незалежні Венеціанська республіка та Папська область.
Королем Речі Посполитої, якій належать українські землі, є Владислав IV Ваза (до 1648). На півдні України існує Запорозька Січ.
Царем Московії є Михайло Романов (до 1645). Існують Кримське ханство, Ногайська орда.
В Ірані правлять Сефевіди.
Значними державами Індостану є Імперія Великих Моголів, Біджапурський султанат, султанат Голконда, Віджаянагара. У Китаї править династія Мін, маньчжури утворили династію Цін. У Японії триває період Едо.

## Події

### В Україні
- Митрополит Петро Могила скликав у Києві церковний собор, на якому було затверджено новий катехизис.[1]
- Засновано село Новоживотів.

### У світі

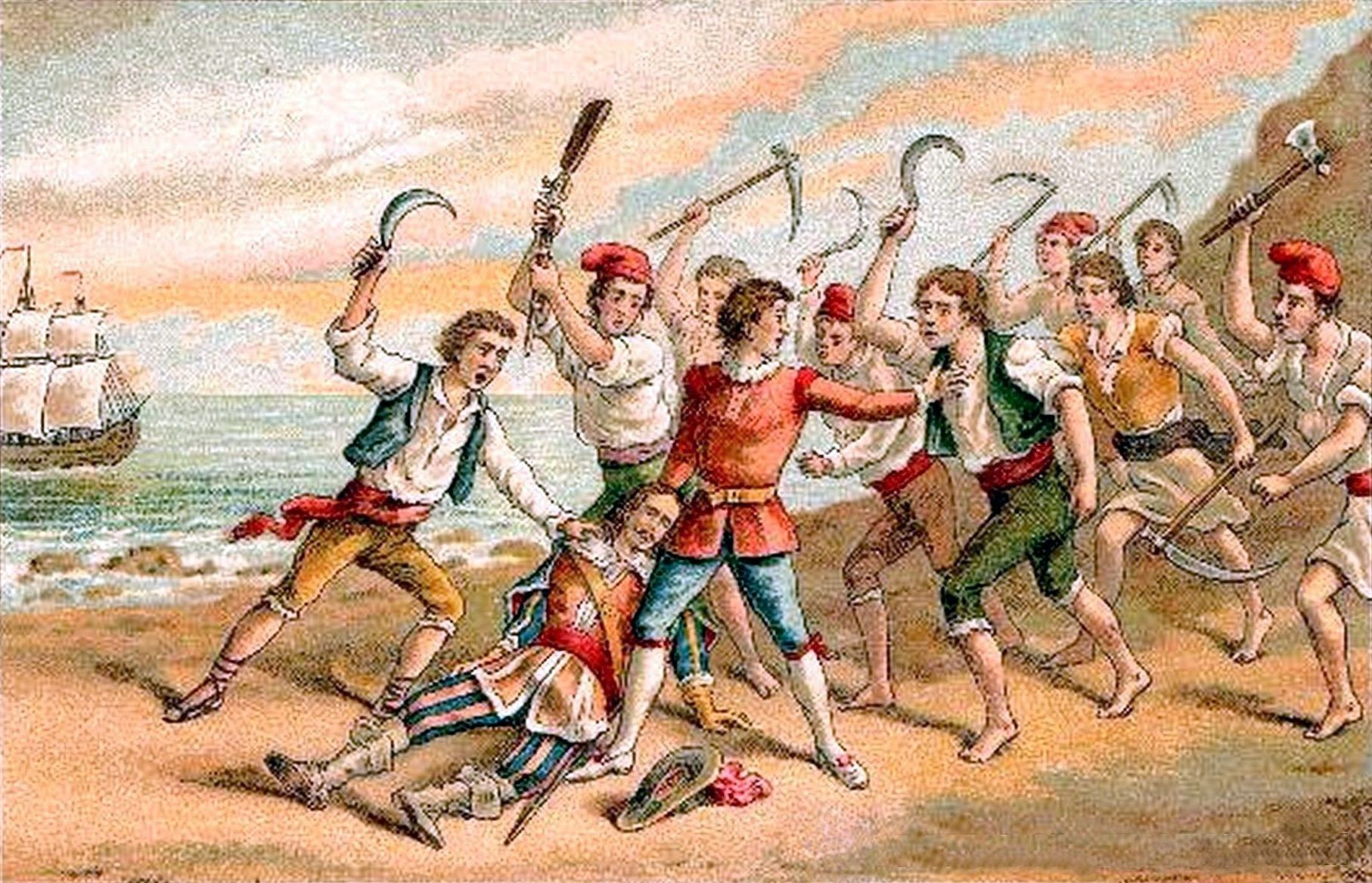
Повстання женців у Барселоні, (1910).

- Див. також: Нова історія (хронологічна таблиця)
- Османським султаном став Ібрагім I.
- Громадянська війна в Англії:
  - 13 квітня англійський король Карл I вперше з 1628 року скликав парламент, який мав схвалити виділення зі скарбниці засобів для війни з повсталими шотландцями. Однак парламент зажадав обмеження королівської влади, що привело до конфлікту Карла I з Палатою громад.
  - 5 травня, всього через три тижні після скликання Карлом I, парламент, названий Коротким, був розпущений.
  - 20 серпня шотландські ковенантери вторглися в Нортумберленд. 28 серпня вони здобули перемогу над англійцями під Ньюберном.
  - 26 жовтня Карл I та ковенантери уклали в Ріпоні мирну угоду.
  - 3 листопада, в умовах наростання невдоволення населення, англійський король Карл I скликав новий парламент, котрий діяв протягом 13 років і отримав назву Довгого.
- 15 грудня у Португалії відбувся переворот — герцог Жуан Браганський вступив на португальський престол під іменем Жуан IV, відкинувши особисту унію з Іспанією.
- Почалося Сегадорське повстання (або «війна женців», ісп. Guerra de los segadores) каталонців проти влади іспанської корони, що намагалась позбавити Каталонію прав автономії.
- Нідерландці відібрали у португальців місто Ґалле на Цейлоні.
- У Японії страчено делегацію із 41 португальських послів.

## Народились
Див. також Категорія:Народились 1640
- 9 червня — Леопольд I, імператор Священної Римської імперії
- 31 липня — Міхал Корибут Вишневецький, король Речі Посполитої і Великий князь Литовський

## Померли
Див. також Категорія:Померли 1640
- 2 квітня — Пауль Флемінг, німецький поет епохи бароко
- 30 травня — на 63-му році життя помер фламандський живописець Пітер Пауль Рубенс.
- 8 лютого помер султан Мурад IV